# ناتاشت مایرز

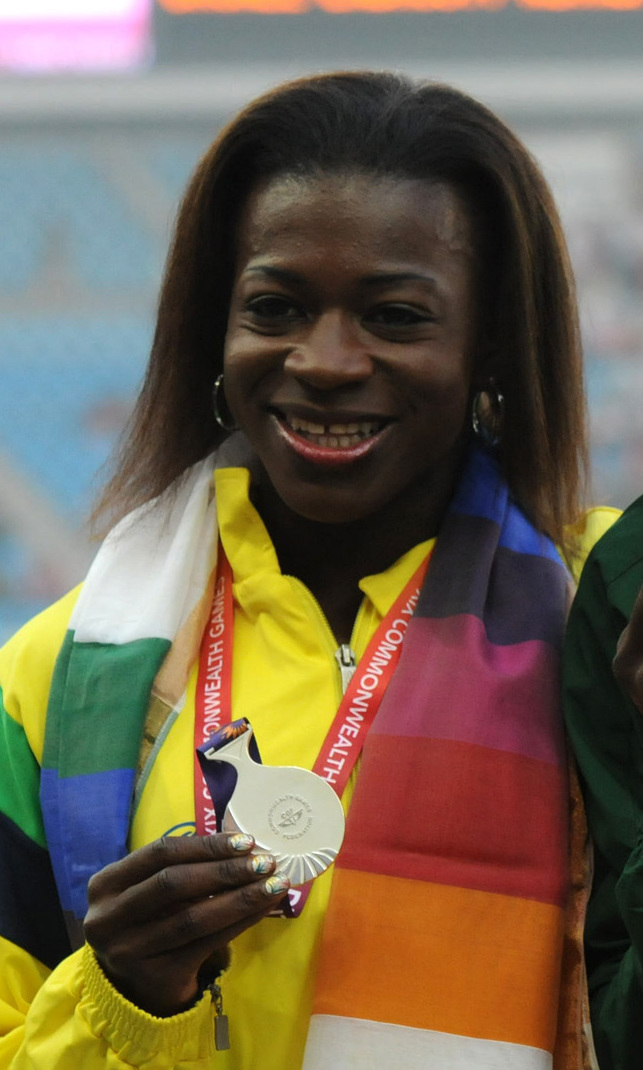
ناتاشت مایرز در هنگام کسب مدال

ناتاشت مایرز (انگلیسی: Natasha Mayers؛ زادهٔ ۱۰ مارس ۱۹۷۹) ورزشکار دو و میدانی کشور سنت وینسنت و گرنادین‌ها است که در مجموع در بازی‌های کشورهای همسود برندهٔ ۱ مدال طلا شده‌است. او در سال‌های ۲۰۰۱ و ۲۰۰۳ در مسابقات جهانی دو و میدانی و در مسابقات دو و میدانی داخل سالن جهان به رقابت پرداخت.